# Eremophila gibbosa
Eremophila gibbosa är en flenörtsväxtart som beskrevs av R.J. Chinnock. Eremophila gibbosa ingår i släktet Eremophila och familjen flenörtsväxter. Inga underarter finns listade i Catalogue of Life.